# Gの祈り
『Gの祈り』（Gのいのり）は、岡林信康が1980年4月21日に、ビクターレコードより発売したシングル。

## 解説

### Gの祈り
1980年の千葉真一主演時代劇『服部半蔵 影の軍団』の主題歌としてエンディングで放送された。劇中には歌なしのいくつかのバリエーションタイプも流されている。また、劇中で歌われている歌詞とレコード化された歌詞とは一部異なっている。劇中では「捨てられた熱すぎる命」が、レコード盤では「燃え尽きた熱すぎる命」となっている。ただし、劇中挿入歌として、レコード盤がそのまま放送されることもあった（第11回など）。

### 君に捧げるラブ・ソング
岡林信康を記録者として撮影していたカメラマンの川仁忍（1979年11月26日没）を想って作った曲。これも『服部半蔵 影の軍団』の劇中で流されている。（20/21話の劇中にて甲賀の抜け忍くのいちお甲（三林京子）と半蔵の愛しながらも別れる場面や、最終話に流されている）1979年の「ミュージックフェア」でこれを歌った後、親友の黒田征太郎宛に、美空ひばりから「岡林に長いこと会っていないから、連絡を取ってくれ」と、数年ぶりに会うことになった。ひばりとは、岡林がひばりの母親と喧嘩して以来疎遠になっており、3年ぶりの対面となった。美空ひばりはこの番組を観ており、当時ひばりの母親が病気療養中なこともあり、「あの歌が私を励ますために、私に向かって歌われているような気がした」と言ったという。後に「夜のヒットスタジオ」で演奏され、2009年に「ミュージックフェア」に出演した際も歌っている。　また白元の防虫剤ミセスロイドのＣＭにて短期間だが、美しい女性が涙を流しながら「どうしても別れるの？」と去ろうとする恋人にすがる切ないＣＭにも採用されていた。

## 収録曲
全作詞・作曲：岡林信康、編曲：渡辺茂樹

### SIDE A
1. Gの祈り –  （4:43）

### SIDE B
1. 君に捧げるラブ・ソング –  （5:55）

## 収録アルバム
- 街はステキなカーニバル（1979年） –  「君に捧げるラブ・ソング」と、再発盤に「Gの祈り」をボーナス・トラックとして収録。
- GOOD EVENING 岡林信康LIVE! （1980年） –  「Gの祈り」「君に捧げるラブ・ソング」を収録。
- オリジナル・サウンドトラック 影の軍団（1986年） –  「Gの祈り（Inst.）」を収録。
- 影の軍団 音楽編（1998年）  –   「Gの祈り（Inst.）」、「Gの祈り」を収録。
- 森羅十二象（2018年）  –  「君に捧げるラブ・ソング」をセルフカバー。